# Katalin Karikó
Katalin Karikó (Kisújszállás, 17 gennaio 1955) è una biochimica ungherese naturalizzata statunitense, specializzata in meccanismi mediati dall'RNA. 
La sua ricerca è incentrata sullo sviluppo dell'mRNA trascritto in vitro per terapie proteiche.
Nel 2006 è stata tra i fondatori di RNARx, della quale è stata CEO. Dal 2013 è vicepresidente senior della BioNTech RNA Pharmaceuticals. È anche professoressa a contratto presso l'Università della Pennsylvania. Tra i suoi studi vi sono la ricerca sull'attivazione immunitaria mediata dall'RNA con conseguente scoperta, in coppia con l'immunologo americano Drew Weissman, delle modifiche ai nucleosidi che sopprimono l'immunogenicità dell'RNA. Questa scoperta rese possibile l'uso terapeutico dell'mRNA.  Insieme a Weissman, detiene diversi brevetti statunitensi per l'applicazione dell'RNA non immunogenico e modificato dal nucleoside.
Questa tecnologia è stata utilizzata dalle società BioNTech e Moderna per sviluppare i loro vaccini anti COVID-19. Il 2 ottobre 2023, congiuntamente allo scienziato statunitense Drew Weissman, è stata insignita del Premio Nobel per la medicina, assegnato «per le loro scoperte sulle modifiche alle basi azotate dei nucleosidi che hanno reso possibile lo sviluppo di vaccini a mRNA efficaci contro COVID-19». A maggio 2024 una review sulla principale modifica dei messaggeri per abbassare l'immunogenicità delle terapie ad mRNA,  cioè l'introduzione della N1- metilpseudouridina, soluzione che ha reso possibile lo sviluppo di vaccini a mRNA contro COVID-19,  riporta che almeno nel caso del vaccino contro il melanoma l'introduzione del 100% delle metilpseudouridine ha provocato l'accrescimento del cancro e delle metastasi rispetto al vaccino a mRNA non modificato.

## Biografia

### Formazione
Katalin Karikó è cresciuta a Kisújszállás, comune ungherese, dove ha frequentato il Ginnasio Móricz Zsigmond Református. Dopo aver conseguito laurea e dottorato presso l'Università di Seghedino, ha continuato la sua ricerca con gli studi post-dottorato prima presso l'Istituto di Biochimica del Centro di Ricerca Biologica ungherese, poi presso il Dipartimento di Biochimica della Temple University di Filadelfia e la Uniformed Services University of the Health Sciences di Bethesda. Presso la Temple University, ha partecipato a uno studio clinico in cui pazienti con AIDS, malattie ematologiche e affaticamento cronico, sono stati trattati con RNA a doppio filamento (dsRNA). A quel tempo, questa era considerata una ricerca rivoluzionaria poiché il meccanismo molecolare dell'induzione dell'interferone da parte del dsRNA non era noto, ma gli effetti antineoplastici dell'interferone erano ben documentati.

### Carriera
Nel 1990, mentre era docente all'Università della Pennsylvania, presentò per la prima volta una richiesta di finanziamento per un progetto di ricerca sulla terapia genica basata sull'mRNA, che da allora divenne il principale interesse dei suoi studi. Karikó sperimentò grandi difficoltà nell'assicurarsi finanziamenti per un'area di ricerca tanto pionieristica, che la portarono nel 1995 a essere demansionata dalla sua università. La svolta avvenne con l'arrivo presso l'ateneo del rispettato immunologo Drew Weissman, che dal 1997 supportò gli studi di Karikó. In particolare, questi si focalizzarono sull'immunogenicità dell'mRNA, che ne limita la potenziale efficacia dopo la somministrazione. A partire dal 2005 Karikó e Weissman descrissero con una serie di articoli come specifiche modifiche chimiche ai nucleosidi dell'mRNA potessero portare a una ridotta risposta immunitaria. Fondarono una piccola azienda e, nel 2006 e nel 2013, brevettarono l'uso di diversi nucleotidi modificati per ridurre la risposta immunitaria antivirale all'mRNA. Poco dopo, l'università vendette la licenza della proprietà intellettuale a Gary Dahl, il capo di una società di forniture di laboratorio che alla fine è diventata Cellscript. Settimane dopo, Flagship Pioneering, la società di venture capital che sosteneva e continua a sostenere Moderna, la contattò per farsi concedere in licenza il brevetto. La Karikó disse solo: "Non ce l'abbiamo".
All'inizio del 2013, venne a conoscenza dell'accordo da 240 milioni di dollari contratto da Moderna con AstraZeneca per sviluppare un mRNA VEGF. La biochimica si rese conto che non avrebbe avuto la possibilità di applicare la sua esperienza con l'mRNA all'Università della Pennsylvania, quindi assunse il ruolo di vicepresidente senior presso la BioNTech RNA Pharmaceuticals.
Le sue ricerche e specializzazioni comprendono la terapia genica messaggera basata sull'RNA, le reazioni immunitarie indotte dall'RNA, le basi molecolari della tolleranza ischemica e il trattamento dell'ischemia cerebrale.

## Vita privata
Katalin Karikó è sposata con Béla Francia ed è madre della due volte medaglia d'oro olimpica Susan Francia nel canottaggio, specialità 8 con, a Pechino e a Londra.

## Premi e onori

### 1975 – 2020
- 1975 – 1978: Népköztársasági ösztöndíj[10]
- 2009: Kisújszállás városának Tiszteletbeli Polgára[11]
- 2020: Kisújszállás díszpolgára[12]
- 2020: Public Media Person Of The Year Award[13]
- 2020: Rosenstiel Award[14]

### 2021
- 2021: Albany Medical Center Prize[15]
- 2021: Bill Foege Award[16]
- 2021: Bolyai Prize[17]
- 2021: Building the Foundation Award[18]
- 2021: Fodor József Plaque[19]
- 2021: For Human Dignity Award[20]
- 2021: Forbes No. 1 (entrepreneurs, leaders, scientists, creators; 50+)[21]
- 2021: Golden Goose Award[22]
- 2021: Grande Médaille[23][24]
- 2021: Hawking Lecture Cambridge[25]
- 2021: Honorary Citizen of Csongrád-Csanád county[26]
- 2021: Honorary Citizen of Szeged[27]
- 2021: Honorary Doctor of Duke University[28]
- 2021: Honorary Doctor of University of Szeged[29]
- 2021: Hungarian Spirit Award[30]
- 2021: Janssen Award[31]
- 2021: Jedlik Ányos Award[32]
- 2021: John Scott Medal[33]
- 2021: Keio Prize[34]
- 2021: Lasker-DeBakey Clinical Medical Research Award[35][36]
- 2021: Louisa Gross Horwitz Prize[37][38]
- 2021: National Inventors Hall of Fame[39]
- 2021: New York Academy of Medicine[40]
- 2021: Novo Nordisk Prize[41]
- 2021: Princess of Asturias Award in the category "Scientific Research"[42]
- 2021: Princess Marina Sturdza Award[43]
- 2021: Reichstein Medal[44]
- 2021: Research!America 2021 Outstanding Achievement in Public Health Awards[45]
- 2021: Semmelweis Prize[46]
- 2021: Straub Plaque[47]
- 2021: Széchenyi Prize[48]
- 2021: Theodor Boveri Award[49]
- 2021: Time 100[50]
- 2021: Wilhelm Exner Medal[51][52][53]
- 2021: German Future Prize[54]
- 2021: Laurea honoris causa da Humanitas University (29 novembre 2021)[55]

### 2022
- 2022: Breakthrough Prize in Life Sciences[56]
- 2022: Deutscher Immunologie-Preis[57]
- 2022: L'Oréal-UNESCO For Women in Science Award[58]
- 2022: Paul Ehrlich- and Ludwig Darmstaedter Prize[59]
- 2022: Vilcek Prize for Excellence in Biotechnology[60]

## Onorificenze
Premio Nobel per la medicina (2 ottobre 2023)